# Derenkoweć
Derenkoweć (ukr. Деренковець) – wieś na Ukrainie, w obwodzie czerkaskim, w rejonie czerkaskim, w hromadzie Nabutiw, nad Rosią. W 2001 roku liczyła 1780 mieszkańców.